# Галактический террор
«Галактический террор» (англ. Galaxy of Terror) — низкобюджетный научно-фантастический боевик с элементами триллера 1981 года производства США, снятый режиссёром Брюсом Кларком. Бюджет фильма составил 700 тыс. $ Главные роли в этом фильме исполнили Эдвард Элберт, Рэй Уолстон, Эрин Моран, Тэффи О'Коннелл, Залман Кинг, Бернард Беренс и Роберт Инглунд. Одним из продюсеров фильма выступил маститый Роджер Корман, «король фильмов класса B». Премьера фильма состоялась в США в октябре 1981 года. В России фильм транслировался на канале НТВ.

## Сюжет
Космический корабль на туманной планете. Выживший член экипажа в страхе спасается от неизвестных монстров. Он заваривает двери и пытается отправить сообщение, но оказывается атакован невидимым существом.
Митри, толковательница знаков и оракул, играет с всемогущим Повелителем крошечной планеты Ксеркс некую игру. Голова Повелителя окутана красным свечением, лица не видно. С ним связывается Ильвар и сообщает, что контакт с «Ремусом» потерян. Экспедиция по неизвестной причине села на Моргантусе. Повелитель приказывает организовать новую экспедицию на корабле третьего класса. Командиром миссии назначается Ильвар. Повелитель советуется с гадалкой обо всём происходящем вокруг этой загадочной истории.
Несмотря на неготовность экипажа, капитан Трентор даёт 30 секунд до начала отлёта. Остальные участники экспедиции — Ренджер, Кабрен, помощник капитана Бэлон, профессиональная альпинистка Дэмми, новичок Косс, Аллюма, обладающая сверхъестественными способностями, немногословный здоровяк Кьюхед и повар Кор занимают посадочные места. Выясняется, что капитан оказывается единственной выжившей с некоего инцидента на Гесперусе. Корабль совершает гиперпрыжок к Моргантусу. Экипаж высаживается на планете после жёсткой посадки вследствие того, что некое поле притянуло его, и осматривает «Ремус», освещая путь ходовыми огнями на рюкзаках. Обнаруживается первый труп, Кьюхед от неожиданности кидает в него подобие сюрикена, Косса тошнит, Бэлон сжигает тело с помощью бластера. Несмотря на предложение Кабрена, Бэлон не отправляет того вместе с крайне пугливым Коссом. Группа разделяется обследовать отсеки. Сжигая очередной труп, Кабрен активирует систему сигнализации. Мимо одинокого Косса проползает большой жук. Тот, слыша странные звуки, в панике убегает и натыкается на остальных. Кабрен сообщает об одном растерзанном и одном обгоревшем трупах. Группа возвращается на корабль обследовать один из тел. Задержавшегося Косса внезапно со спины убивает жук.
Команда обнаруживает мёртвого Косса. Аллюма говорит, что чувствовало нечто рядом с ним незадолго до смерти. Трентор сообщает, что подобное было на Гесперусе — сначала монстров не видно, а потом их целая куча. Анализ тела из-за сильного повреждения не даёт результата. Пятеро членов «Ремуса» мертвы, судьба четверых неизвестна. Группа идёт к точке 419, где присутствуют помехи. На месте они обнаруживают гигантское сооружение, похожее на пирамиду. Аллюма говорит, что не чувствует там жизни. Люди хотят разобраться в причинах катастрофы и выяснить, кому же принадлежала эта «пирамида». Ильвар жалеет, что Повелитель назначил его главным. Он устал отдавать приказы и хочет домой, Дэмми успокаивает его. Поднимаясь по пирамиде, Ильвар чуть не падает вниз. Он решает первым спуститься в пирамиду, Дэмми и Кабрен прикрывают его. Неожиданно крюк срывается, Кабрен успевает схватить трос. Ильвар видит странные углубления в стене, откуда на него нападает склизское существо с щупальцами. Кабрен спускается вниз и обнаруживает труп Ильвара. Бэлон и Кьюхед обнаруживают ещё один труп с «Ремуса» и сжигают его. Группа проникает в строение и вновь разделяется. Запаниковавший Кьхед начинает метаться по коридорам. Внезапно в него впивается собственный сюрикен — оружие, которое дороже ему всего на свете. Проникшее под кожу лезвие отрывает руку, которая берёт другой сюрикен и кидает в грудь Кьюхеду. Дэмми обнаруживает труп Кьюхеда и руку, покрытую опарышами, и сжигает их. Сверху спускается большой червяк. Дэмми тщетно пытается связаться с кораблём. В коридоре она обнаруживают дорожку слизи, после чего натыкается на тварь, срывающую с неё всю одежду и совершающую подобие изнасилования под отчаянные попытки несчастной вырваться.
Оставшийся на корабле Кор вырубает Ренджера после того, как тот обнаруживает переключённые капитаном в ручной режим корабельные орудия. Кор сообщает Рентон, увлечённой видеоигрой, что она — лётный офицер второго класса из Второго Гесперианского разведывательного отряда и лучший оператор шаттла в эскадре. На вопрос, откуда он это знает, Кор говорит, что он — Эремон, координатор системы вооружения на «Ромуле», шпион Повелителя, которому Трентор невольно спасла жизнь. Выясняется, что Трентон не была единственной выжившей. Кор говорит, что никакой атаки нет, Трентон не верит ему, и окончательно сойдя с ума и вооружившись бластером, убегает Ренджер приходит в себя и видит на камере слежения, как Трентон в костюме совершает самосожжение в топливном шлюзе. Побежав за ней, он в ужасе натыкается на труп капитана, с лица которой слезла кожа.
Бэллон сжигает бездыханное тело Дэмми, которое не было разорвано или искалечено, в отличие от остальных. Оставшиеся в живых возвращаются на корабль. Ренджер сообщает остальным, что после самоубийства Трентон он не верит Кору. Группа возвращается в пирамиду. Аллюма делится своими страхамии с Кабреном, тот успокаивает девушку. Бэлону слышатся звуки монстров, он стреляет в пустоту.
Кабрен первый идёт в узкий проход, за ним скатывается Аллюма. Бэлон продолжает испытывать звуковые галлюцинации. Он неожиданно нападает на Ренджера, Кабрену удаётся успокоить его. Кор как бы случайно запирает Бэлона. Свет в пирамиде отключается. Бэлону видится высокое двуногое чудовище, помесь Чужого и кошки. Внезапно оно атакует того сзади, рвёт когтями и скидывает вместе с собой в пропасть. Кор неожиданно исчезает. Ренджер срывается в истерику, говоря, что ему не нужна забота Кабрена. Внезапно путь назад Аллюме преграждает зелёная дверь. Группа невольно разделяется. Ренджера, ранее говорившего что у него спектрофобия, атакует его злой двойник из зеркала. Карбен видит, как за стеной Аллюма просит о помощи. Ренджер стреляет в клона, но тот не погибает и нападает с ножом, нанеся Ренджеру увечья. Аллюма видит свет в конце коридора, откуда завывает ветер. Клон выдерживает ещё два выстрела, Ренджер замечает, что у того нет крови и органов. Ренджер смеётся, клон исчезает. Аллюму, страдающую клаустрофобией, в тесном тоннеле хватают зелёные щупальца, вылезающие из стен, и сдавливают до тех пор, пока голова девушки не разлетается на куски. Кабрен обнаруживает её труп, шокированного напарника обнаруживает Ренджер. Они понимают, что их атакуют их собственные визуализированныек страхи. Появившийся Корр говорит, что это только начало.
Кабрен поднимается по появляющимся из воздуха ступеням, оставляя раненого Ренджера. Кабрен настигает мирно сидящего Кора. Голова Кора окрашивается красным, он оказывается Повелителем. Кор стреляет в него, но тот отбивает снаряды. Повелитель говорит, что Кабрен уже выиграл, пирамида — древняя забава инопланетной расы, позволяющая им перебарывать свои страхи. В ней он стал Повелителем. Остальные могли выжить, но не справились с испытанием. Повелитель исчезает, комната становится красной. На Кабрена нападают червь, чужокот и паук, тот успешно отбивается. Затем комната синеет, Кабрен видит погибших товарищей — покрытую слизью Дэмми, однорукого Кьюхеда, изуродованную Трентон, окровавленных Ильвар, Косс и Бэллона. Те молча атакуют его. Завязывается рукопашная драка. Кабрена вырубают, мертвецы склоняются над ним. Внезапно они исчезают, рядом с Кабреном оказывается Аллюма, нежно зовущая его и желающая поцеловать. Внезапно она пытается задушить его, но Кабрен вырывается и стреляет в подругу из бластера. Вновь появляется Повелитель, говорящий, что у Кабрена не хватит ярости для его убийства. Сила «Повелитель» невольно переходит Кабрену. Теперь уже обычный старик говорит, что при отказе от силы Кабрен обречёт Ксеркс на гибель. Тот сжигает Кора. Голова Кабрена загорается красным светом. Пирамиду пронизывают белые нити, затем синие.

## В ролях
- Эдвард Элберт — Кабрен
- Эрин Моран — Аллума, девушка Кабрена
- Рэй Уолстон — Кор, повар
- Залман Кинг — Бэллон, помощник капитана
- Грейс Забриски — капитан Трентор
- Тэффи О'Коннелл — Дэмми
- Бернард Беренс — Ильвар, командир миссии
- Сид Хэйг — Кьюхед
- Роберт Инглунд — Ренджер
- Мэри Эллен О'Нейлл — Митри
- Джек Блессинг — Косс, новичок в команде

## Критика
Фильм «Галактический террор» довольно холодно оценён критиками и публикой.
На сайте IMDb фильм получил 5 баллов (всего проголосовало около 3 000 человек), причём оценки очень сильно разбросаны по всей шкале от 0 до 10 баллов, но всё-таки наибольшее количество респондентов — порядка 16 % поставило фильму оценку 5 баллов за счёт игры Роберта Инглунда.
Агрегатор рецензий Rotten Tomatoes дал фильму рейтинг 31 %: из 13 критиков только 4 написали лестные отзывы. Фильм получил средний рейтинг 4,5 балла по десятибалльной шкале.

## Интересные факты
- Над фильмом работал молодой Джеймс Кэмерон в качестве художника-постановщика и режиссёра второй группы. До этого он работал художником-постановщиком над фильмом «Битва за пределами звёзд», для которого делал модели космических кораблей[3]. Для сцены, где Дэмми находит оторванную руку Кьюхеда, он положил покрытый опарышами муляж конечности на замаскированную металлическую пластину. К пластине были приставлены электрические проводки, ток от которых заставлял опарышей шевелиться. По слухам это произвело впечатление на продюсера Роджера Кормана и помогло пробиться к более крупным кинопроектам[4].
- Сцену нападения червя на героиню О’Коннел пришлось перемонтировать, чтобы фильм не получил рейтинг X[5].
- В фильме снялся Залман Кинг, впоследствии ставший довольно известным благодаря режиссуре эротико-романтических фильмов.

## Другие названия
- Galaxy of Terror
- Галактический террор; Галактика ужаса
- Planet des Schreckens
- La Galaxie de la terreur (премьера 16 июня 1982 года)
- Il Pianeta del terrore
- La Galaxia del terror
- Galaktyka terroru
- Kauhun planeetta
- Galaxia terorii
- Прочие: Quest; Planet of Horrors; Mindwarp: An Infinity of Terror